# José Mas Vila

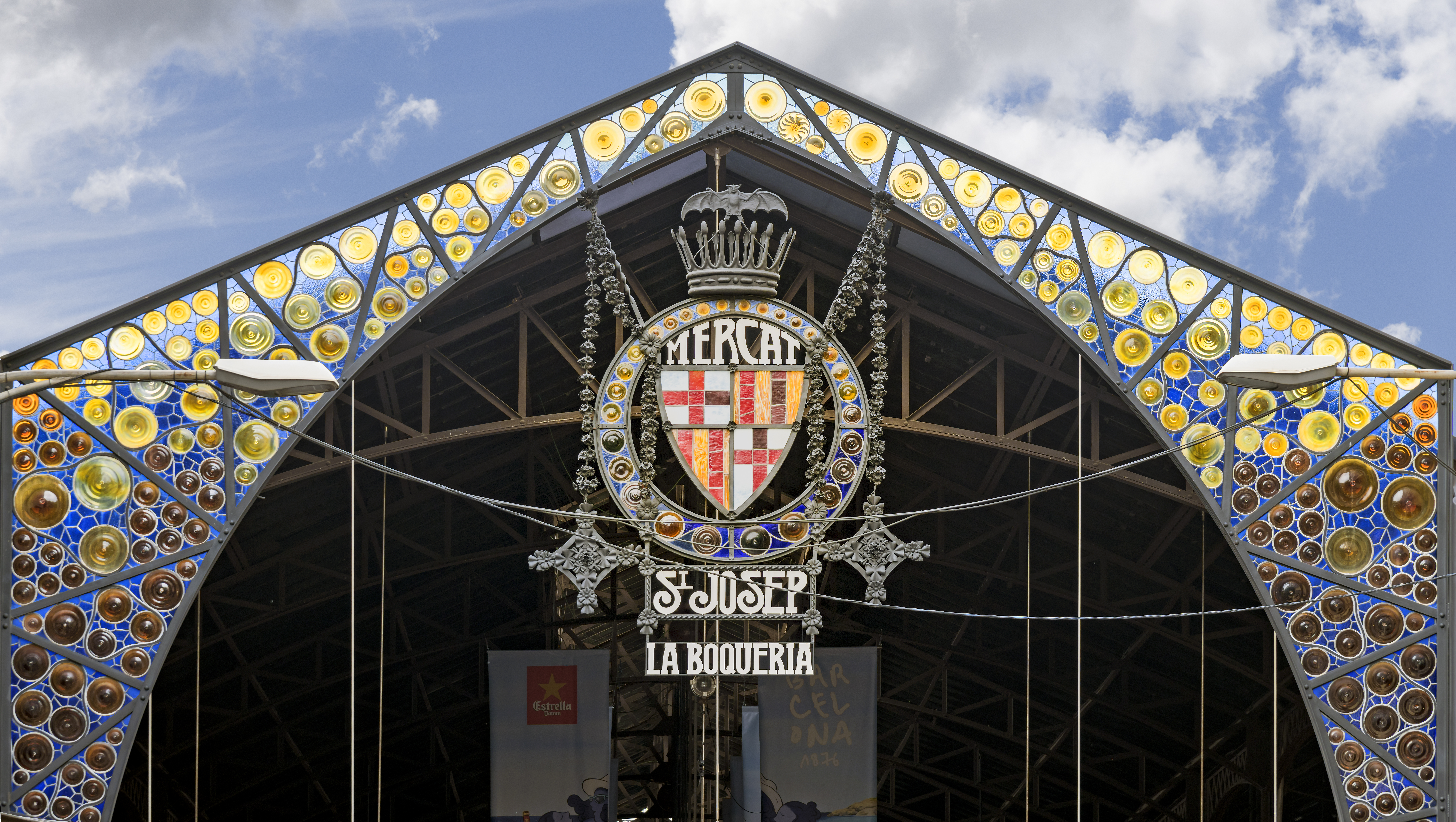
Mercado de San José o de la Boqueria.

José Mas Vila (?, 1779- Barcelona, 1855) fue un arquitecto español.

## Biografía
Hijo del maestro de obras barcelonés José Mas Dordal, colaboró con su padre como auxiliar. En el año 1808 fue nombrado «maestro de casas y fuentes» del Ayuntamiento de Barcelona, sucediendo a su padre. Llegó a ejercer como arquitecto municipal de Barcelona durante los reinados de José I, Fernando VII e Isabel II, consiguiendo en ese tiempo mantener buenas relaciones con todas las administraciones —a pesar de los cambios de régimen que hubo—. Se tituló como arquitecto en 1832.
Proyectó la fachada neoclásica de la Casa de la Ciudad de Barcelona, realizada entre los años 1830 y 1847. Muy discutido fue el proyecto inicial en el que se incluía el derribo de la fachada anterior gótica, que debido a las presiones de la Real Academia de las Buenas Letras de Barcelona y la Real Academia de Bellas Artes de Sant Jordi, no se llegó a efectuar.
Autor también de la portada del Cementerio Viejo de Barcelona en el barrio del Pueblo Nuevo en el año 1840, en ese mismo año construyó el mercado de San José o de la Boquería, e hizo las reformas del mercado de Santa Catalina en 1844 junto con el arquitecto Josep Buixareu. 
Falleció en Barcelona en 1855.